# Deval Patrick
Deval Laurdine Patrick, född den 31 juli 1956 i Chicago, Illinois, är en amerikansk jurist och politiker, som var guvernör i Massachusetts mellan 2007 och 2015.
Deval L. Patrick föddes i Chicagos South Side 1956 i en underprivilegierad afrikansk-amerikansk familj. Fadern, jazzmusikern Pat Patrick, lämnade modern, som fick klara barnens uppfostran och skolgång med hjälp av det sociala välfärdssystemet. En av Devals lärare ansåg att han borde satsa på vidare studier och såg till att han fick stöd från organisationen A Better Chance för high school-studier vid den ansedda privatskolan Milton Academy i Milton, Massachusetts. Därifrån kunde han gå vidare till Harvard College. Efter ett års arbete för FN i Afrika fortsatte han vid Harvard Law School där han blev Juris Doctor. Han har därefter tjänstgjort som advokat vid advokatbyråer och i olika företag, bland annat Coca-Cola Company, samt som styrelseledamot i bland annat United Airlines. Parallellt med den ordinarie verksamheten har han engagerat sig i frivilligt rättshjälpsarbete. Han har även tjänstgjort som advokat för NAACP Legal Defense and Educational Fund. I denna verksamhet kom han i kontakt med dåvarande Arkansasguvernören Bill Clinton.
1994 utsågs Patrick av president Clinton till biträdande justitieminister (Assistant Attorney General) med ansvar för medborgarrättsfrågor. Han fick här leda arbetet med flera kontroversiella frågor och rättsfall rörande diskriminering och hatbrott.
1997 återgick han till sin advokatbyrå i Boston samt till verksamhet inom det privata näringslivet. Emellertid beslöt han år 2005 åter att engagera sig i politiken och lyckades vinna demokraternas nominering som kandidat vid guvernörsvalet 2006.

## Guvernörsvalet 2006
I valet den 7 november 2006, när efterträdaren till den republikanske guvernören Mitt Romney skulle utses, besegrade Patrick samtliga medtävlare, med viceguvernören Kerry Healey i spetsen. Patrick erhöll 56 procent av rösterna. När han tillträdde den 7 januari 2007 var han Förenta staternas andre valde svarte guvernör genom tiderna, efter Virginiaguvernören Douglas Wilder som tjänstgjorde 1990–1994 (Louisiana har haft en icke vald svart guvernör, P.B.S. Pinchback, som år 1872 inträdde efter att företrädaren tvingats avgå på grund av oegentligheter).

## Politiska uppfattningar
Deval L. Patrick har gjort sig känd som motståndare till dödsstraffet, något som emellertid har liten praktisk betydelse i hans ämbete eftersom Massachusetts inte tillämpar dödsstraff. Han är förespråkare för stamcellsforskning, till skillnad från företrädaren Mitt Romney. I immigrationsfrågor förespråkar han strängare gränskontroller och ingripanden mot arbetsgivare som anlitar illegala immigranter, men också åtgärder för att förhindra diskriminering och ge ökade möjligheter till medborgarskap för immigranter som är väl förankrade i det amerikanska samhället.

## Presidentvalskampanjen 2020
Den 14 november 2018 meddelade Patrick officiellt att han skulle kandidera i amerikanska presidentvalet 2020. Dessförinnan hade bland annat personer i kretsen runt Barack Obama uppmuntrat honom att kandidera. Han avslutade sin kampanj den 12 februari 2020.

## Fotnot
1. ↑  ”Gov. Deval Patrick (D)”. National Journal. http://www.nationaljournal.com/almanac/member/560. Läst 25 december 2012.
2. ↑  Am; Bergam, a Möller. ”Obamas vän kandiderar till att bli president 2020”. www.expressen.se. https://www.expressen.se/nyheter/deval-patrick-kandiderar-till-presidentposten/. Läst 4 december 2019.
3. ↑  Obama’s Inner Circle Is Urging Deval Patrick to Run. POLITICO. Läst 29 mars 2018.
4. ↑  Dzhanova, Yelena (12 februari 2020). ”Former Massachusetts Gov. Deval Patrick drops out of the 2020 presidential race” (på engelska). CNBC. https://www.cnbc.com/2020/02/12/deval-patrick-drops-out-of-the-2020-democratic-primary-race.html. Läst 13 februari 2020.